# Regering-Damseaux
De regering-Damseaux (27 januari 1982 - 27 oktober 1982) was de tweede Waalse regering, onder leiding van André Damseaux. De regering bestond uit de drie partijen: PS (49 zetels), PRL (28 zetels) en PSC (22 zetels). 
De regering volgde de regering-Dehousse I op en werd opgevolgd door de regering-Dehousse II, die gevormd werd na een afwisselinsakkoord tussen de coalitiepartners.

## Samenstelling
De regering telde zes ministers: 3 voor de PS, 2 voor de PRL en 1 voor de PSC.
| Naam | Naam                              | Partij | Partij | Functie en bevoegdheden                                             |
| ---- | --------------------------------- | ------ | ------ | ------------------------------------------------------------------- |
|      | André Damseaux (1937-2007)        |        | PRL    | Minister-president en Minister Voogdij en Buitenlandse Betrekkingen |
|      | Jean-Maurice Dehousse (1936-2023) |        | PS     | Minister Economie                                                   |
|      | Philippe Busquin (1941)           |        | PS     | Minister Begroting en Energie                                       |
|      | Melchior Wathelet (1949)          |        | PSC    | Minister Nieuwe Technologieën, KMO's, Ruimtelijke Ordening en Bos   |
|      | Valmy Féaux (1933)                |        | PS     | Minister Water, Milieu en Plattelandsleven                          |
|      | André Bertouille (1932)           |        | PRL    | Minister Huisvesting en Informatica                                 |

Dehousse I · 
Damseaux · 
Dehousse II · 
Wathelet · 
Coëme · 
Anselme · 
Spitaels · 
Collignon I · 
Collignon II · 
Di Rupo I · 
Van Cauwenberghe I · 
Van Cauwenberghe II · 
Di Rupo II ·
Demotte I ·
Demotte II ·
Magnette ·
Borsus ·
Di Rupo III ·
Dolimont ·